# Навагирский хребет
Навагирский хребет (хребет Навагир) — небольшой низкогорный хребет у северо-западной оконечности Кавказских гор, один из двух (наряду с хребтом Кузня) основных горных систем Абрауского полуострова.

## Этимология
Версия индоевропейского происхождения названия "Навагир", подтверждается тем, что у этого слова есть точный перевод с санскрита, имеющий ясный топонимический смысл. "Нава" नव  — молодой, новый, недавний, "гир" गिर्  (или "гири" गिरि) - гора. "Навагир" — новая, молодая гора (горы). Версия тюркского происхождения топонима Навагир не имеет подтверждений.

## География и геология
Склоны Навагирского хребта между Анапой и Сукко покрыты можжевеловым горельником, весной здесь также цветёт много маков. Большая часть водотоков имеют временный характер и связаны они с таянием снегов, весенними грозами и зимней моросью. Навагирский хребет отличается от других гор Кавказа тем, что он образовался в результате сильного сжатия земной коры. Длина хребта на полуострове Абрау достигает около 5 км, вдоль долины реки Сукко. Вершины Навагирского Хребта — горы Сахарная Голова (540 м) и Колдун (440 м). Гора Колдун представляет собой остаток прибрежного хребта, часть которого ушла под воду в результате землетрясений и образовала вход в Цемесскую бухту. Продолжением этого хребта на другой стороне бухты является гора Дооб (452 м).

## Топографические карты
- Лист карты L-37-112 Новороссийск. Масштаб: 1 : 100 000. Состояние местности на 1985 год. Издание 1990 г.